# Profundulus oaxacae
Profundulus oaxacae, llamado comúnmente "escamudo oaxaqueño" o "killi oaxaqueño", es una especie de pez actinopeterigio dulceacuícola de pequeño tamaño (no pasa de 10 cm de longitud total) con coloración de fondo café y tonos verde olivo en el vientre y región opercular, presenta una serie de puntos hacía la región caudal. Pertenece al género Profundulus Hubbs, que de acuerdo a Webbs (1998) el género Profundulus se considera el más primitivo del orden Cyprinodontiformes. 

## Biología básica
Pez ovíparo, omnívoro (controlador de diversos insectos acuáticos incluyendo los mosquitos), con dimorfismo sexual secundario, el desarrollo embrionario tiene una duración de 15 a 18 días en condiciones ex situ con una temperatura constante de 20 °C, si la temperatura es menor el periodo de desarrollo se incrementa (Cruz, 2004 y Ramos-García, 2017).

## Distribución natural
Distribución histórica: considerada endémica de la subcuenca y cuenca río Mixteco y la subcuenca río Atoyac-Oaxaca de Juárez, cuenca río Atoyac o Verde en el estado sureño de Oaxaca.
Distribución actual: solo se conocen pequeñas poblaciones distribuidas en algunos ríos y arroyos tributarios del río Atoyac, siendo dos las más conocidas, la primera hallada en 2014 en el municipio de San Lorenzo Cacaotepec, en el distrito de Etla del Valle de Oaxaca, y en 2021 en Jalapa del Valle, Agencia municipal de San Felipe Tejalápam.

## Hábitat actual
Arroyos y ríos pequeños a grandes; agua muy clara sin contaminantes; corriente leve, nula a rápida; fondo de arena, grava, cantos rodados; con abundancia de plantas acuáticas y presencia baja a moderada de algas verdes; profundidad, 0.5-1.0 m. Se considera una especie bioindicadora de excelente a muy buena calidad del agua (González-Díaz, 2013 y Calixto-Rojas, 2017). 

## Descripción de la especie
El reconocido ictiólogo norteamericano Seth Eugene Meek, en el año de 1901 colectó Profundulus oaxacae cerca de San Agustín Yatareni, Oaxaca, donde lo conoció como "escamudo oaxaqueño", un año más tarde hizo la descripción y originalmente se llamó Fundulus oaxacae, 5 años después se consideró un sinónimo de Fundulus punctatus (ahora P. punctatus), hasta que en 1999 se reconoce nuevamente como una especie genéticamente diferente, pero ya severamente amenazada, inclusive se declaró extinta en la localidad tipo.

## Perdida de poblaciones
Por la degradación y destrucción de hábitats en 1999 se sugería que la especie debía incluirse en la NOM-059-SEMARNAT 2010 en base a la evaluación MER como especie amenazada (A) (Martínez-Ramírez et. al., 2004), para finales del año 2013 se daba por extinto en las localidades que se tenían identificadas por el Dr. Emilio Martínez del CIIDIR-IPN, Oaxaca.

## Redescubrimiento de la especie
En el año 2014 fue redescubierto por el Biólogo Víctor Ortiz en San Lorenzo Cacaotepec, actualmente se tienen identificadas al menos 8 poblaciones, por lo que se propone que debe entrar en la categoría "en Peligro de Extinción" en la NOM-059-SEMARNAT.

## Esfuerzo de conservación
Desde el año 2014 a raíz del descubrimiento de una población abundante en el municipio de San Lorenzo Cacaotepec por parte del investigador M. en C. Víctor Manuel Ortiz Cruz, se creó la Iniciativa "Rescatando a Profundulus oaxacae" para el conocimiento del escamudo oaxaqueño, generar información sobre su biología básica así como lograr su reproducción en cautiverio como parte de su conservación integral (Ortíz-Cruz, 2015; Ortíz-Cruz, 2016; Ortiz-Cruz, 2022).
A finales del año 2021 se encontró otra población en la comunidad de Jalapa del Valle, en donde a partir de enero del 2022 se inició un proyecto de conservación in situ con apoyo de la European Union of Aquarium Curators y el Goodeid Working Group, a través de la Iniciativa arriba mencionada, teniendo el respaldo de la Comisión de Cuenca de los Ríos Atoyac y Salado, así como del Comisariado de Bienes Ejidales de la comunidad.
En el año 2024, se creó ante la Comisión Nacional de Acuacultura y Pesca en las instalaciones de la Iniciativa, el Centro para Reproducción de Peces Nativos y Endémicos Dulceacuícolas de Oaxaca, como estrategia de conservación ex situ de al menos 5 especies de peces nativos y endémicos de Oaxaca, incluyendo al Escamudo oaxaqueño.